# Hồng Hà, Vân Nam
Châu tự trị dân tộc Cáp Nê, Di Hồng Hà (tiếng Trung: 红河哈尼族彝族自治州), Hán Việt: Hồng Hà Cáp Nê tộc Di tộc Tự trị châu, là một châu tự trị tỉnh Vân Nam, Cộng hòa Nhân dân Trung Hoa, giáp biên giới với các tỉnh Lào Cai và Lai Châu của Việt Nam. Trung tâm hành chính của châu trước đây đặt tại Cá Cựu, nhưng từ năm 2003 đã di chuyển tới huyện Mông Tự. Dân số đạt 4,68 triệu người, khu vực này là châu tự trị duy nhất tại Trung Quốc với người Hà Nhì và người Di là hai dân tộc chủ yếu. Nơi đây được bồi đắp bởi dòng chảy của sông Châu Giang và sông Hồng, sở hữu khí hậu ôn hòa với nhiệt độ trung bình hàng năm là 18,1 độ C, là một trong những nơi lý tưởng nhất cho việc sinh sống và phát triển của con người.

## Các đơn vị hành chính
Châu tự trị dân tộc Cáp Nê, Di Hồng Hà quản lý các đơn vị cấp huyện sau:

### Các quận nội thành
Quận: Châu tự trị này không có quận nội thành.

### Các thành phố cấp huyện
Châu tự trị này có các huyện cấp thị sau:
- Thành phố cấp huyện Mông Tự (蒙自市)
- Thành phố cấp huyện Cá Cựu (个旧市)
- Thành phố cấp huyện Khai Viễn (开远市)
- Thành phố cấp huyện Di Lặc (弥勒市)

### Các huyện
Châu tự trị này có các huyện sau:
- Lục Xuân (绿春)
- Kiến Thủy (建水)
- Thạch Bình (石屏)
- Lô Tây (泸西)
- Nguyên Dương (元阳)
- Hồng Hà (红河)
- Huyện tự trị dân tộc Miêu, Dao, Thái Kim Bình (金平苗族瑶族傣族自治县)
- Huyện tự trị dân tộc Dao Hà Khẩu (河口瑶族自治县)
- Huyện tự trị dân tộc Miêu Bình Biên (屏边苗族自治县)

## Thành phần dân tộc năm 2000

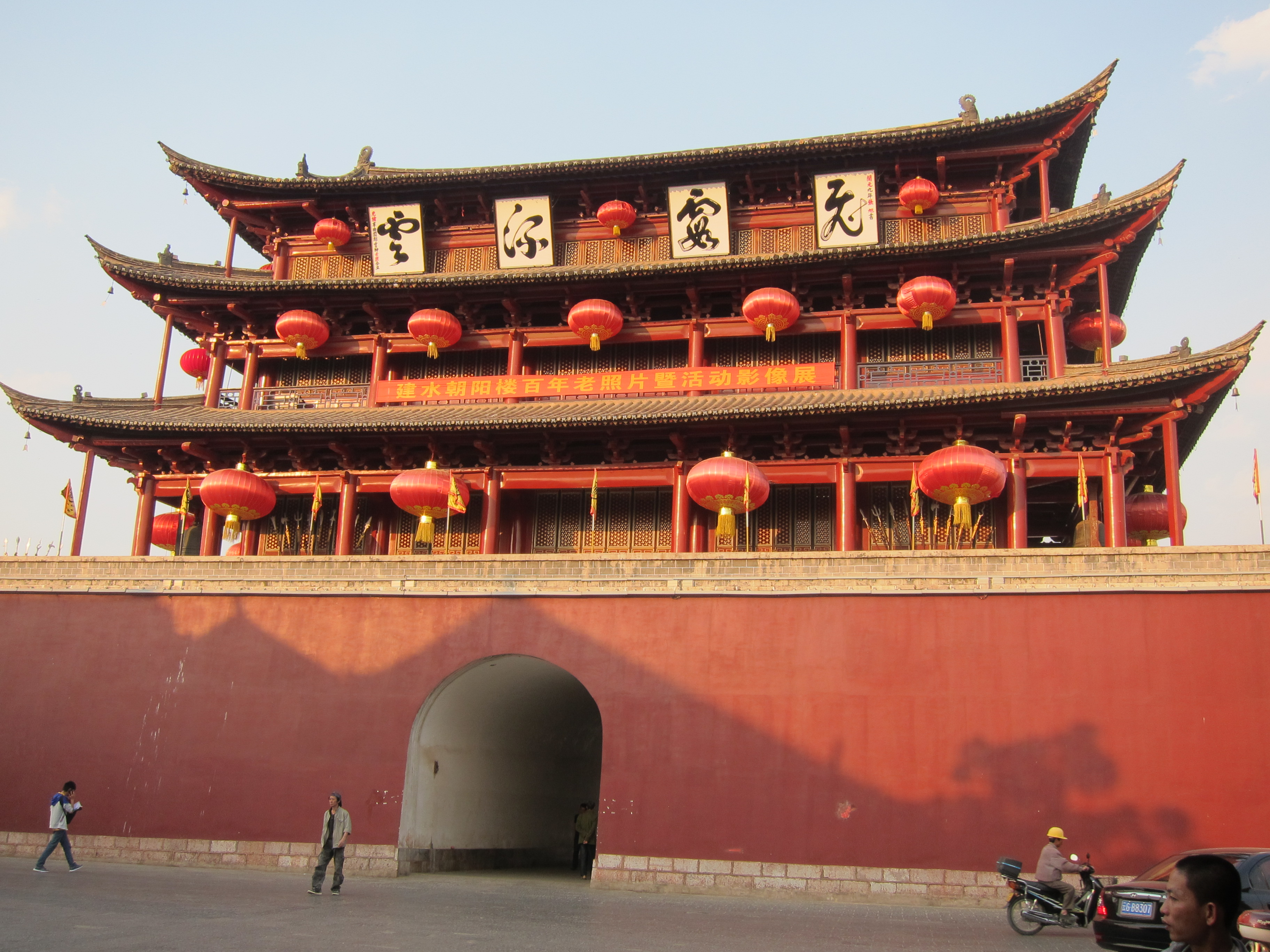
Triều Dương lầu, cổng thành cổ ở Kiến Thủy

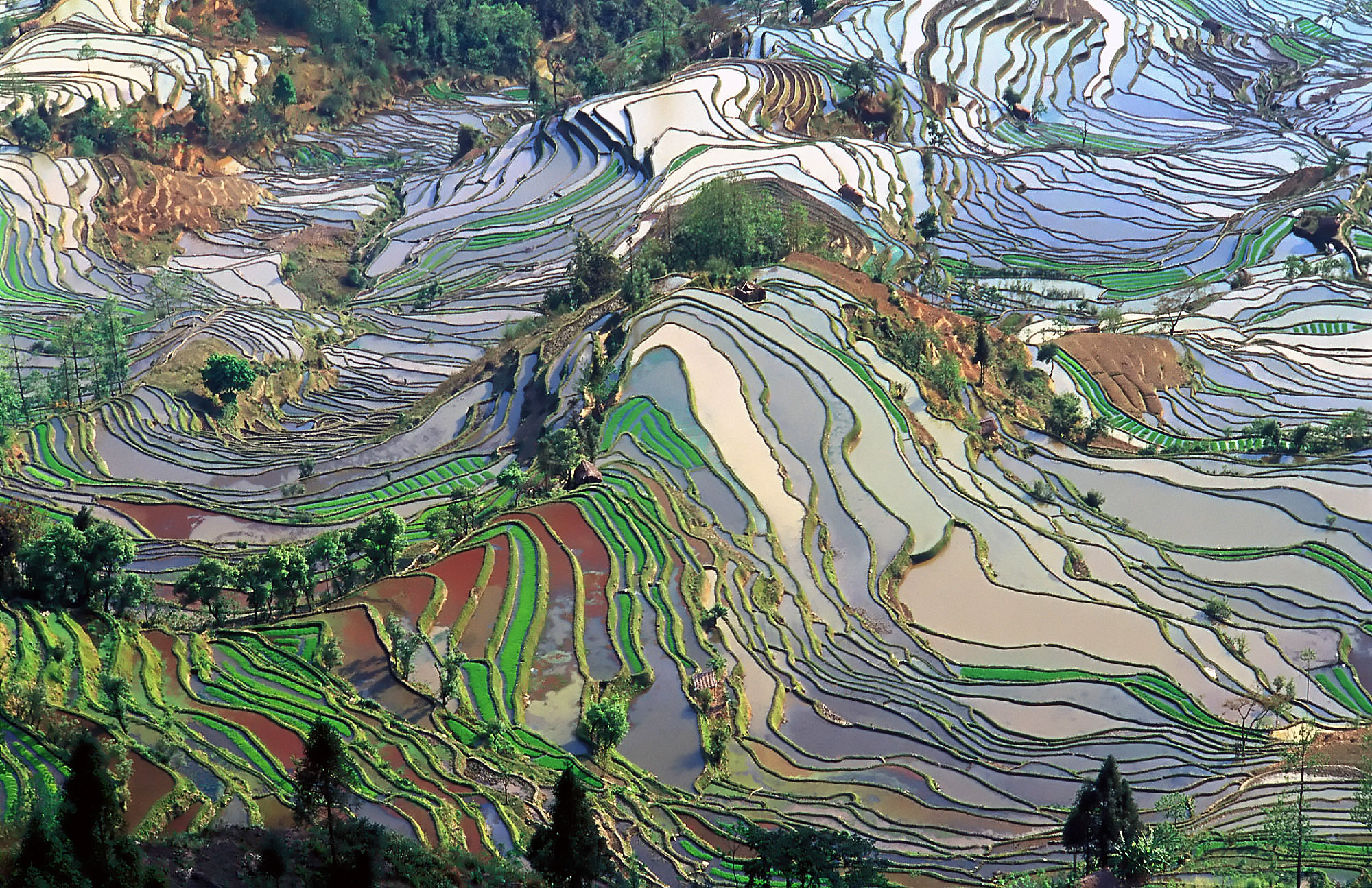
Ruộng bậc thang của người Hà Nhì tại Hồng Hà, Vân Nam, Trung Quốc, được ghi vào danh sách Di sản thế giới của UNESCO.

| Dân tộc                   | Số dân    | Tỉ lệ  |
| ------------------------- | --------- | ------ |
| Hán                       | 1.830.245 | 44,31% |
| Di (VN gọi là Lô Lô)      | 973.732   | 23,57% |
| Cáp Nê (VN gọi là Hà Nhì) | 685.727   | 16,6%  |
| Miêu (VN gọi là H'Mông)   | 274.147   | 6,64%  |
| Choang                    | 99.132    | 2,4%   |
| Thái                      | 98.164    | 2,38%  |
| Dao                       | 76.947    | 1,86%  |
| Hồi                       | 68.033    | 1,65%  |
| Lạp Hỗ (VN gọi là La Hủ)  | 9.900     | 0,24%  |
| Bạch                      | 4.161     | 0,1%   |
| Bố Y                      | 3.736     | 0,09%  |
| Mông Cổ                   | 1.214     | 0,03%  |
| Thổ                       | 835       | 0,02%  |
| Chưa phân loại            | 828       | 0,02%  |
| Khác                      | 3.662     | 0,09%  |